# Герб Кракова
Герб Столичного Королівського Міста Кракова (пол. Herb Stołecznego Królewskiego Miasta Krakowa) — один із міських символів Кракова.

## Опис
Являє собою червоний мур з трьома вежами на блакитному фоні, середня з яких вища та ширша. Кожна вежа увінчана трьома зубцями, з чорною бійницею та вікном. У стіні муру відчинені золоті ворота, у просвіті воріт — коронований Білий Орел із золотими дзьобом і кігтями, який одночасно є гербом Польщі. 
Щит традиційної для Кракова ренесансної форми, увінчаний золотою короною, яка у свою чергу увінчана хрестом.

## Історія
Герб Кракова був затверджений Радою міста Кракова 9 жовтня 2002.
Поточна версія герба є модифікацією варіанту, прийнятого 1 червня 1937, розробленого професором Маріаном Фрідбергом. Змінам піддалось зображення Білого Орла; попередня версія була виконана за зразком державного герба, проте вона не відповідала правилам геральдики (наприклад тінисті пера). Також невеликі зміни торкнули зображення корони, стін і воріт.
Новий герб розробили геральдисти доктор Войцех Дреліхарж та доктор Зенон Піх, а також художник Барбара Хек.